# Николай Йорданов (футболен рефер)
Вижте пояснителната страница за други личности с името Николай Йорданов.
Николай Йорданов е български и международен футболен съдия, ръководил срещи във всички нива на родния футбол, както и на международно ниво, дълги години е част от ранглистата на УЕФА. На два пъти е избиран за Футболен съдия №1 на България – през 2009 и 2018 година.
Рекордьор към октомври 2020 година като главен съдия в българския футбол.
Николай Йорданов е съдия в А група на българското първенство от 2003 година, като в периода 2007 – 2017 години е бил международен рефер.
Водил е един от най-трудните за съдийстване двубои в България, като „Вечното дерби“ ПФК ЦСКА (София) – ПФК Левски (София), няколко финали за Купата на България и мн. други.